# Pećina na Ilijinom brdu
Pećina na Ilijinom brdu je udaljena oko 400 metara od mjesta Narančići u općini Trebinje, BiH. 
Ulaz sa sjeveroistočne strane širok je 12, a visok od 2 do 6 metara. Preko kamenih kromada dolazi se u široki nadsvod. Pećinu ćine jedna prostorija i dva manja kanala koja su zatrpana pijeskom. Jedina prostorija je duga 30 i široka 25 metara, dok joj visina varira između 2 i 8 metara. Ova prostorija nije bogata pećinskim nakitom. U području oko pećine raste listopadna šuma.
Geomorfološki je spomenik prirode.